# المغار (الرملة)
المغار كانت قرية سابقة تابعة لقضاء غزة حتى عام 1932 ثم أصبحت تابعة لقضاء الرملة. قرية المغار مقامة على تلة عرفت قديما باسم جبل بعلة، وفي صدر الإسلام كانت من منازل قبيلة لخم العربية القحطانية،
وقال الجغرافي ياقوت الحموي (توفي سنة 1229) أن المغار كانت من قرى الرملة، وأن الفقيه أبو الحسن محمد المغاري ولد فيها في القرن الثامن للميلاد.
وتقع المغار علي بعد 12 كم إلي الجنوب الغربي من الرملة وهي علي الطريق العام الواصلة بين غزة والرملة ويمر في القرية طرق غير معبدة لكنها ممهدة وسالكة تربط بها قري عاقر وشحمة وبشيت وقطرة ويبنة ثم زرنوقة. في القرية عدة مواقع أثرية فيها قطع فخار، ومدافن.

## سبب التسمية
سميت القرية بالمغار - بالفتح - بمعنى الكهف، وجمعها مغاور ومغارات، سميت كذلك بسبب كثرة المغاور في أراض القرية.

## الموقع الجغرافي
- تقع قرية المغار على بعد 12 كلم جنوب غرب مدينة الرملة، و20 كلم عن قرية بيت دجن،يحد قرية المغار من الشمال قريتي زرنوقا وعاقر ومن الشمال الغربي قرية يبنه ويحدها من الجنوب قرية قطرة ووادي المغار، ومن الجنوب الشرقي قريتي شحمة وبشيت.[4]
- بلغت مساحة القرية 15,390 [دونم]ا، منها 11,252 دونما يملكها الفلسطينيون، و 2,659 دونما تسربت للصهاينة، و 1,479 [مشاع]، انظر الجدول التالي:[2]
- متوسط ارتفاع القرية عن سطح البحر: 50 مترا.[5]

## السكان
- سكن القرية عام 1922م (966) نسمة.
- في عام 1931م بلغ عددهم (1,211) نسمة، كان لهم 255 بيتا في القرية.
- في عام 1945م ارتفع العدد إلى 1,740 نسمة.
- بلغ عددهم عام 1948م (2,018) نسمة، يسكنون 424 بيتا.
- بينما يقدر عدد اللاجئين من أبناء وأحفاد سكان القرية في عام 1998م ب 12,395 فلسطيني لاجئ في الشتات الفلسطيني.[2][3]

### مختار القرية
كان يشرف علي شؤونهم الداخلية مخاتير القرية وهما :
1. المختار الأول سليم أحمد حمد وجرى تعيينه زمن الأتراك وبقي زمن الانتداب البريطاني.
2. المختار الثاني عبد حسين الطويل بقي منذ تعيينه زمن الأتراك حتى وفاته عام 1940، ثم عين ابنه عارف عبد الطويل وكان في القرية مبنى (ديوان) واحد.[6]

## مرافق عامة
- مسجد القرية: يوجد في القرية مسجد قديم لا يعرف تاريخه، وكان هذا المسجد هو المدرسة حتى عام 1930 حيث بنيت المدرسة، وكان إمام القرية هو الخطيب والإمام والواعظ، ويقوم علي مصلحة القرية في طريق الخير، وكان إمام المسجد قبل الهجرة الشيخ أبو حسن من دورا الخليل.[6]
- مدرسة ابتدائية: بنيت عام 1930م، دفع تكلفتها أهالي القرية نحو (5000 جنيه فلسطيني)، على أرض مساحتها 22 دونم أقيم عليها بناية المدرسة الحديثة، ضمت 190 طالبا ً يعلمهم 7 معلمين وكان بها مكتبة ضمت 300 كتابا تقريبا. وكانت حصرا على الذكور.[6]

## اقتصادها
- كانت الزراعة البعلية عماد اقتصاد القرية، حيث اهتم سكان المغار بزراعة الحبوب الشتوية مثل القمح والشعير، والمزروعات الصيفية مثل الذرة والسمسم واشتهرت بزراعة الزهرة (القرنبيط) وكثير من أنواع الخضراوات، وكان سوق مدينة الرملة يعتمد على مزارعي المغار لتزويده بمادة الزهرة بشكل مستمر. أما زراعة الأشجار المثمرة والتي تأتي في مقدمتها أشجار الحمضيات بكل أنواعها فقد شغلت مساحة 1966 دونما من مساحة أراضي القرية الزراعية ويوجد في القرية بعض بساتين التين والعنب، بينما كانت مساحة شجر الزيتون لا تتجاوز 22 دونم.[4]
- جدول يبين نوعية أراضي القرية واستخداماتها:[2]

| نوعية المساحة المستخدمة  | فلسطيني (دونم) | يهودي (دونم) |
| ------------------------ | -------------- | ------------ |
| مزروعة بالحمضيات         | 1,772          | 194          |
| مزروعة بالبساتين المروية | 86             | 0            |
| مزروعة بالزيتون          | 22             | 0            |
| مزروعة بالحبوب           | 9,261          | 2,431        |
| مبنية                    | 31             | 0            |
| صالح للزراعة             | 11,119         | 2,625        |
| بور                      | 1,581          | 34           |

- تربية المواشي تأتي في المرتبة الثانية من حيث الأهمية الاقتصادية للقرية، حيث بلغ عدد رؤوس الأبقار -قبل تهجير القرية- أكثر من 1500 رأس حسب الرواية الشفوية بالإضافة إلي الأغنام التي كان عددها 2000 رأس، كما أن الجمال كان لها أهمية خاصة بالنسبة للحراثة وبلغ تعدادها 300 جمل، والخيل 300، والبغال والحمير حيث استعملوها كوسائط نقل، وكان تقريبا في كل بيت عربة تجرها الخيل أو البغال والحمير، واستعملت هذه الدواب أيضا للحراثة، خاصة الأبقار والجمال.
- كان في المغار ما يقارب عشر دكاكين وملحمة وحلاق واحد ومقهى صغير وبابور طحين، وكان أهل القرية يسوقون تجارتهم وإنتاجهم في سوق الرملة.[6]

## ألبوم صورمغار

قرية المغار عام 1928م
أحد منازل قرية مغار الذي طرد أهله منه، تسكنه أسرة يهودية
بقايا البيوت المهدمة